# Île Glazic
L'île Glazic est une île du Morbihan, dépendant administrativement de la commune d'Île-d'Houat.